# Asemesthes ceresicola
Asemesthes ceresicola är en spindelart som beskrevs av Tucker 1923. Asemesthes ceresicola ingår i släktet Asemesthes och familjen plattbuksspindlar. Inga underarter finns listade i Catalogue of Life.